# SN 2003it
SN 2003it – supernowa typu Ia odkryta 13 października 2003 roku w galaktyce UGC 40. W momencie odkrycia miała maksymalną jasność 17,20m.